# Boreopterus
 Boreopterus  ist eine Gattung von Kurzschwanzflugsauriern (Pterodactyloidea) aus der Gruppe der Ornithocheiridae. Bisher ist ein einziges, fast vollständiges Skelett bekannt, das aus der Unterkreide der Yixian-Formation (Jehol-Gruppe) aus Liaoning (Volksrepublik China) stammt. Boreopterus wurde 2005 mit der einzigen Art Boreopterus cuiae erstmals wissenschaftlich beschrieben.
Der Name Boreopterus (gr. bore – „nördlich“; pteron – „Flügel“) bedeutet so viel wie „Nördlicher Flügel“ und weist auf den Fundort im nördlichen China. Der zweite Teil des Artnamens, cuiae, ehrt Frau Cui Xu, die das Fossil entdeckte und der Forschung zur Verfügung stellte.

## Merkmale
Die Schnauze ist lang und schlank, wobei ein Schädelkamm, wie ihn einige andere Vertreter der Ornithocheiridae zeigen, fehlt. Boreopterus unterscheidet sich von anderen Ornithocheiridae durch die größeren und zahlreicheren Zähne: Im Oberkiefer und im Unterkiefer sitzen jeweils mindestens 27 Zähne, wobei die ersten 9 Zahnpaare die größten sind. Das vierte Zahnpaar im Ober- und Unterkiefer ist etwas größer als das dritte; insgesamt zeigt Boreopterus aber eine geringere Variation in der Zahngröße als verwandte Gattungen. Der Oberschenkelknochen (Femur) ist etwa ebensolang wie das Schienbein (Tibia), während der Oberarmknochen (Humerus) etwas kürzer ist.

## Fund
Das einzige bekannte Exemplar (Exemplarnummer JZMP-04-07-3) ist ein nahezu vollständiges, jedoch zerdrücktes Skelett inklusive Schädel. Es fehlen Teile des Schulter- und Beckengürtels. Das Skelett stammt aus Jinzhou im westlichen Liaoning. Heute befindet es sich in der Sammlung des Paläontologischen Museums in Jinzhou.